# Ак-Марал (Токмак)
«Ак-Марал» (кирг. Ак-Марал) — киргизський футбольний клуб, який представляє місто Токмак.

## Хронологія назв
- 1992—1993: «Спартак» (Токмак)
- 1994—1995: «Ак-Марал» (Токмак)

## Історія
Клуб було засновано в 1992 році в місті Токмак під назвою «Спартак» (Токмак), в тому ж році, після здобуття незалежності від СРСР, він став одним з клубом-засновників національного чемпіонату. «Ак-Марал» ніколи не вигравав чемпіонський титул. Його головним досягненням була перемога в національному кубку в сезоні 1994 року після перемоги у фінальному матчі з рахунком 2:1 в овертаймі над клубом Алай (Ош).
Вони мали можливість виступати у вже не існуючому Кубок Кубків АФК у сезоні 1994/95 років, але залишили турнір, коли мали зустрітися ФК «Восток» з Казахстану, по завершенні сезону 1995 року команда посіла 5-те місце у своїй групі та була розформована.

## Досягнення
- Топ-Ліга
  -  Віце-чемпіон (1): 1993
  -  Третє місце (1): 1994

- Кубок Киргизстану
  -  Переможець (1): 1994

## Виступи в змаганнях під егідою АФК
- Кубок Кубків АФК: 1 виступ

1994/95 — відмовився від участі в Першому раунді